# Brudenell, Lyndoch and Raglan
Brudenell, Lyndoch and Raglan – gmina (ang. township) w Kanadzie, w prowincji Ontario, w hrabstwie Renfrew.
Powierzchnia Brudenell, Lyndoch and Raglan to 702,8 km².
Według danych spisu powszechnego z roku 2001 Brudenell, Lyndoch and Raglan liczy 1565 mieszkańców (2,23 os./km²).

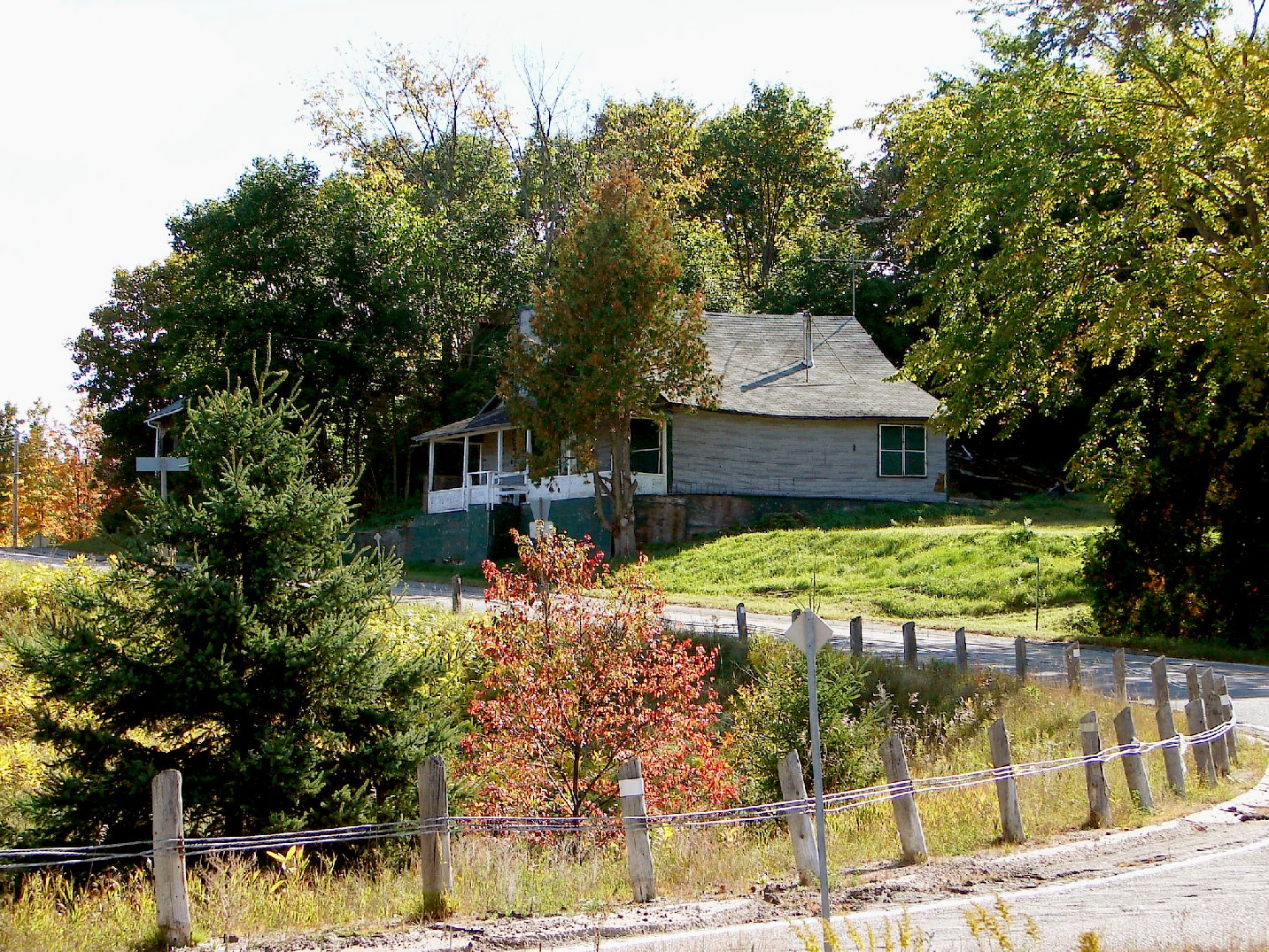
Brudenell
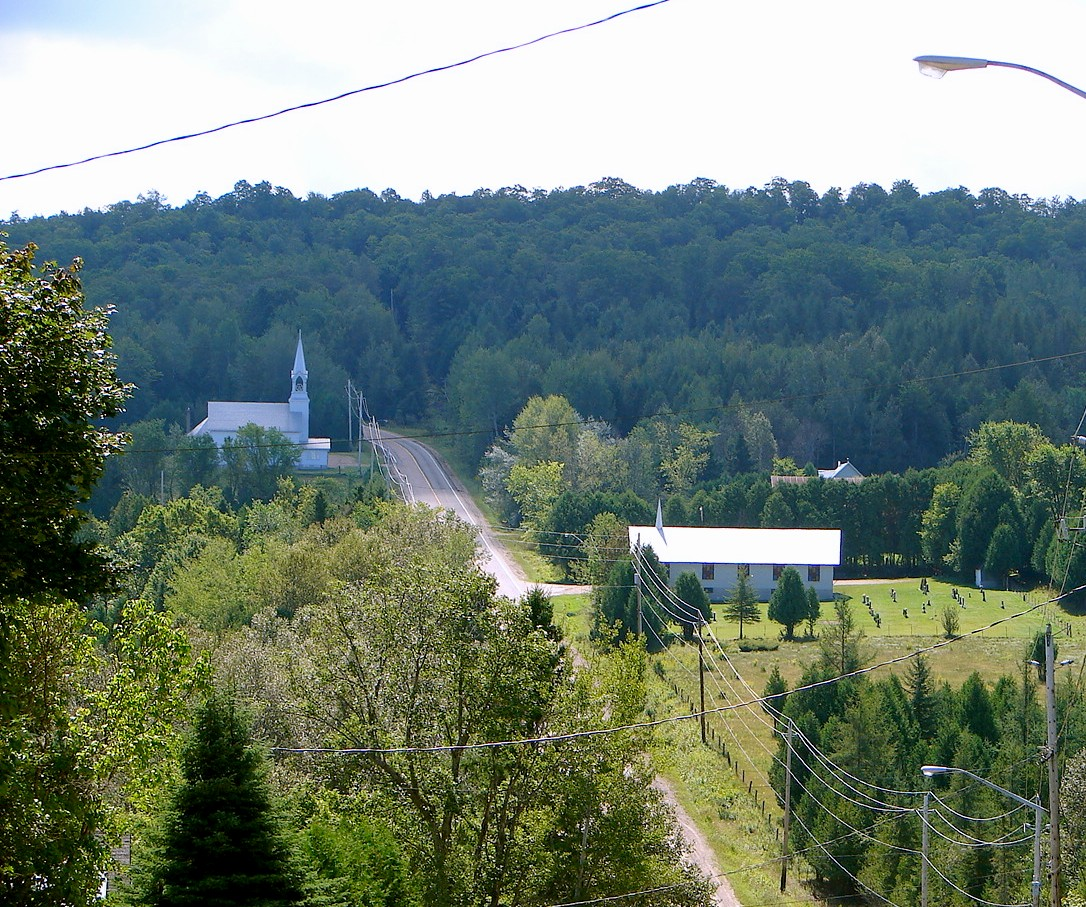
Schutt